# Хондзини-Круше
Хондзини-Круше (пол. Chądzyny-Krusze) — село в Польщі, у гміні Стшеґово Млавського повіту Мазовецького воєводства.
Населення — 90 осіб (2011).
У 1975-1998 роках село належало до Цехановського воєводства.

## Демографія
Демографічна структура станом на 31 березня 2011 року:
|          | Загалом | Допрацездатний вік | Працездатний вік | Постпрацездатний вік |
| -------- | ------- | ------------------ | ---------------- | -------------------- |
| Чоловіки | 50      | 14                 | 33               | 3                    |
| Жінки    | 40      | 11                 | 21               | 8                    |
| Разом    | 90      | 25                 | 54               | 11                   |